# Норрис, Терри
Терри Норрис (англ. Terry Norris; 17 июня 1967, Лаббок, Техас, США) — американский боксёр-профессионал, выступавший в 1-й средней и средней весовых категориях. Чемпион мира в 1-й средней (версия WBC, 1990—1993, 1994 и 1995—1997; версия IBF, 1995—1997) весовой категории.

## 1986—1998
Дебютировал в августе 1986 года.
В 1987 году потерпел два поражения.
В июле 1989 года проиграл нокаутом во 2-м раунде чемпиону миру в 1-м среднем весе WBA Джулиану Джексону.
В марте 1990 года Норрис нокаутировал в 1-м раунде чемпиона мира в 1-м среднем весе по версии WBC Джона Мугаби. Бой получил статус «нокаут года» по версии журнала «Ринг».
В июле 1990 года он победил во Франции единогласным решением местного боксёра Рене Жако. Француз побывал на канвасе в 1-м, 2-м и 12-м раундах.
В феврале 1991 года Норрис вышел на бой против бывшего чемпиона мира в нескольких весах Шугар Рэй Леонарда. Норрис победил по очкам. После этого боя Леонард ушёл из бокса.
В июне 1991 года он победил нокаутом в 8-м раунде бывшего абсолютного чемпиона Дональда Карри.
В августе 1991 года Норрис в 1-м раунде нокаутировал Брэта Лэлли.
В декабре 1991 года Норрис победил по очкам Хорхе Фернандо Кастро.
В феврале 1992 года он нокаутировал в 9-м раунде непобеждённого Карла Дэниелса.
В мае 1992 года Норрис нокаутом в 5-м раунде одолел Мелдрика Тейлора.
В декабре 1992 года он за три раунда победил Пэта Лоулора.
В феврале 1993 года Норрис во 2-м раунде нокаутировал Мориса Блокера.
В июне 1993 года он в 3-м раунде нокаутировал Троя Уотерса.
В сентябре 1993 года Норрис в 1-м раунде нокаутировал Джо Гатти.
В декабре 1993 года он проиграл в 4-м раунде нокаутом Саймону Брауну. Бой получил статус «апсет года» по версии журнала «Ринг».
В мае 1994 года состоялся реванш между Терри Норрисом и Саймоном Брауном. На этот раз Норрис победил по очкам и вернул чемпионский титул.
В ноябре 1994 года он встретился с Луисом Сантаной. Норрис был дисквалифицирован в 5-м раунде за то, что запрещённым ударом по затылку отправил противника на канвас.
В апреле 1995 года состоялся 2-й бой между Норрисом и Луисом Сантаной. Норрис вновь был дисквалифицирован: на этот раз в 3-м раунде за то, что ударил противника после гонга.
В августе 1995 года состоялся 3-й бой между Норрисом и Луисом Сантаной. Норрис нокаутировал противника во 2-м раунде и вернул чемпионский титул.
В сентябре 1995 года он в 9-м раунде нокаутировал Дэвида Гонсалеса.
В декабре 1995 года состоялся объединительный поединок между чемпионами мира в 1-м среднем весе по версии WBC Терри Норриса и по версии IBF Полом Вейденом. Норрис победил с большим отрывом по очкам.
В январе 1996 года он нокаутировал во 2-м раунде Хорхе Луиса Вэдо.
В феврале 1996 года в 8-м раунде победил Винсента Пэттуэйя.
В сентябре 1996 года Норрис в 5-м раунде нокаутировал Алекса Риоса.
В январе 1997 года он в 10-м раунде победил Ника Пупу.
В декабре 1997 года Норрис встретил с Китом Маллингсом. Противник из последних шести боёв выиграл только один. Тем он был допущен до титульного поединка. Норрис проиграл нокаутом в 9-м раунде.
В ноябре 1998 года Терри Норрис проиграл во Франции местному боксёру чемпиону мира в 1-м среднем весе по версии WBA Лорану Будуани нокаутом в 9-м раунде. После этого боя Норрис покинул ринг.